# Terra de Vitória

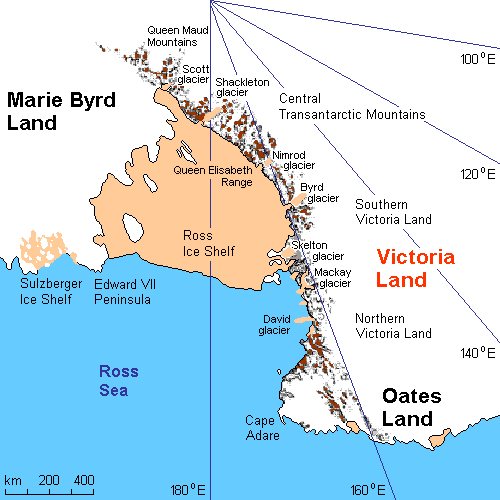
Mapa da área das terras de Vitória.

A terra de Vitória é uma vasta região da Antárctica limitada a leste pelo mar de Ross e a oeste pela terra de Wilkes, a latitudes aproximadas entre 70ºS e 78ºS. Foi descoberta pelo capitão James Clark Ross em janeiro de 1841 e recebeu o seu nome como homenagem à rainha Vitória do Reino Unido.

A terra de Vitória inclui a cordilheira dos montes Transantárticos e os vales secos de McMurdo.